# 池松壮亮
池松 壯亮（日语：／ Ikematsu Sosuke，1990年7月9日—），童星出身的日本男演員，隸屬於堀製作。身高172公分，血型A型。

## 經歷
池松11歲時在音樂劇《獅子王》以演員身分初次亮相。2003年的好萊塢電影《末代武士》是其電影初出演。首次擔綱主演是2005年的電影《鐵人28號》。
2014年，池松在電視劇《吶喊正義》中失去記憶的職業殺手「新谷」一角深受好評。2014年，以電影《紙之月》和《我們家》獲得電影旬報獎、藍絲帶獎、日刊體育電影大獎和橫濱電影節最佳男配角等獎項。

## 人物
- 在家中排行第二，姐姐是日本知名的獨立劇團「四季劇團」專屬演員池松日佳瑠（日语：池松日佳瑠），池松有一個弟弟和妹妹。
- 和共同演出電影《跳水男孩》中唯一同歲的林遣都關係特別好。
- 與前田敦子、柄本時生、高畑充希因共演連續劇而交情好，四人自稱「醜人會」，四人亦曾以此名義數次受電視臺之邀對談。
- 愛好是棒球。特長是棒球、橄欖球、馬術、游泳、鋼琴、書法。[2]

## 演出作品

### 電視劇
- うきは〜少年たちの夏〜（2002年11月，NHK福岡、NHK）－ 主演・村上健作
- 義經※第1集～第5集（2005年1月9日－12月11日，NHK大河劇）－ 源賴朝（少年期）
- ハチロー ～母の詩、父の詩～（2005年1月24日－3月21日，NHK）－ サトウハチロー（少年期）
- 新選組!!土方歲三 最後的一日（日语：新選組!! 土方歳三 最期の一日）（2006年1月3日，NHK正月時代劇） - 市村鐵之助
- 風林火山（2007年1月7日－12月16日，NHK大河劇）－ 武田勝千代、武田勝賴
- 鈴里高校書道部（2010年1月7日－2月11日，NHK）－大江緣
- 15歲的志願兵（日语：15歳の志願兵）（2010年8月15日，NHK）－主演・藤山正美
- Q10（2010年10月16日－12月11日，日本電視台）－ 久保武彥
- 私が初めて創ったドラマ（日语：我寫的第一部電視劇） 「オーマイゴット!?」（2010年10月29日，NHK BShi）－ 主演・ミツル
- 最後の晩餐 〜刑事・遠野一行と七人の容疑者〜（2011年5月14日，朝日電視台）－ 湯原周太
- 太陽會再升起（日语：陽はまた昇る (2011年のテレビドラマ)）（2011年7月21日－9月15日，朝日電視台）－ 湯原周太
- 鳶（2012年1月7日－1月14日，NHK）－ 市川旭
- エンドロール〜伝説の父〜（2012年3月18日，WOWOW）－ 尾崎健太郎
- 坐著輪椅的我翱翔天空（2012年8月25日，日本電視台 SP）－ 佐山タケヒロ
- 小梅醫生（2012年9月19日－9月26日，NHK）－ 中谷廣志（第25週登場）
- 這個世界裡的我（日语：この世で俺/僕だけ）（2013年3月31日，BS JAPAN SP）－ 主演・黒田甲賀
- 八百屋於七異聞（日语：あさきゆめみし 〜八百屋お七異聞）（2013年9月19日－11月21日，NHK）－ 吉三郎
- 大空港2013（日语：大空港2013）（2013年12月29日，WOWOW SP）－ 田野倉睦夫
- 吶喊正義（2014年4月10日－6月12日，WOWOW）－ 新谷和彥
- 東方快車謀殺案（2015年1月11日、1月12日，富士電視台SP）－ 羽佐間才助
- 奧莉佛是狗，（天哪！！）這傢伙（NHK総合）－  主演・青葉一平
  - 第一季（2021年9月17日－10月1日）
  - 第二季（2022年9月20日－10月4日）
- Get Ready! 第1集（2023年1月8日，TBS）－ 涉谷隆治
- 沒有季節的城市（2023年4月5日－6月7日，東京電視台）－ 主演・田中新助（半助）
- 海的開始（2024年7月1日－9月23日，富士電視台）－ 津野晴明
- 小鎮星熱點 第4集～（2025年2月2日－，日本電視台）－ 岸本祐馬
- 豐臣兄弟！（2026年1月－，NHK大河劇）－ 豐臣秀吉

### 電影
- 末代武士（2003年12月6日，美國・日本） - 飛源
- ONE PIECE THE MOVIE 2005 祭典男爵與神秘島（2005年3月5日、東映） - DJガッパ（配音）
- 鐵人28號（2005年3月19日，松竹）主演 - 金田正太郎
- 男人們的大和（2005年12月17日、東映） - 前園敦
- UDON（2006年8月26日，東寶） - 水澤翔太
- 夜間遠足（2006年9月30日，MOVIE-EYE・松竹） - 榊順弥
- 成吉思汗：征服到地與海的盡頭（2007年3月3日、松竹） - 成吉思汗（少年時代）
- 砂時計（2008年4月26日，東寶） - 北村大悟（中高生時代）
- 跳水男孩（2008年6月14日，角川映畫）主演 - 富士谷要一
- 仰望半月的夜空（2010年4月3日、アイ・エム・ジェイ）主演 － 裕一
- 橫道世之介（2013年2月23日，Showgate）－ 倉持一平
- 東京逐夢物語（上京ものがたり）(2013年8月24日，「上京ものがたり」製作委員会） － 良介
- 我們家（2014年5月24日，Phantom Film）－ 若菜俊平
- 海を感じる時（2014年9月13日）－ 洋
- 紙之月（2014年11月15日，松竹）－ 平林光太
- 球場上的朝陽（2014年12月20日，東寶）－ フランク野島
- 愛の小さな歴史（2015年5月9日，Tokyo New Cinema） - 敷谷壮
- 私たちのハァハァ（2015年9月12日，SPOTTED PRODUCTIONS）- 佐々木 [3]
- 劇場版 MOZU（2015年11月7日，東宝） - 新谷和彦
- 拾貝人（2016年2月27日） - 光
- 無伴奏（2016年3月26日） - 堂本渉[4]
- 失序男孩（2016年5月21日） - 三浦
- 比海更深（2016年5月21日，GAGA） - 町田健斗
- 瀨戶與內海（2016年7月2日） - 主演・內海想 [5]
- 誰人的木琴（2016年9月10日） - 山田海斗 [6]
- 漫長的藉口（2016年10月16日） - 岸本  [7]
- 死亡筆記本：決戰新世界（2016年10月29日、日本華納兄弟） - 主演 - 竜崎 [8]
- 深夜食堂2（続・深夜食堂）（2016年11月5日，東映）- 高木清太
- 夜空總是最高密度的藍色（2017年5月13日） - 主演 - 慎二 [9]
- 小偷家族（2018年） - 4號客人
- 你是你和你（2018年） - 主演 - 尾崎豐
- 椿花散落（2019年） - 坂下藤吾
- 斬、（2018年） - 主演 - 都築杢之進
- 町田君的世界（2019年） - 吉高洋平
- 爸媽死了，我卻不想哭（2019年） - 望月
- 側顏（2019年） - 米田和道
- 男人真命苦（2019年） - 主演 - 宮本浩
- 王牌辯士（2019年） - 二川文太郎
- 亞洲的天使（2021年） - 主演 - 青木剛
- 回到戀愛終結時（2022年） - 主演 - 照生
- 新·假面騎士（2023年） - 主演 - 本鄉猛 / 假面騎士・第一蝗蟲強化人
- 世界的阿菊（せかいのおきく）（2023年） - 矢亮
- 白鍵與黑鍵之間（白鍵と黒鍵の間に）（2023年） - 主演 - 南 / 博
- 愛在閃電下（愛にイナズマ）（2023年） - 折村誠一
- 辣妹刺客3 : 假期殺機（2024年） - 冬村楓
- 我心裡的太陽（ぼくのお日さま）（2024年） - 主演 - 荒川
- 本心（2024年） - 主演 - 石川朔也

### 舞台
- 獅子王（2002年 - 2003年）
- リリオム（2012年5月25日 - 6月3日、青山円形劇場） - 主演・リリオム
- 100歳の少年と12通の手紙（2012年9月23日、東京グローブ座） - オスカー [注 1]
- ぬるい毒（2013年9月13日 - 26日、紀伊國屋ホール） - 主演・向伊 [10]
- 母に欲す（2014年7月10日 - 8月3日、東京 / 大阪） - 菅原隆司

### 木偶劇
- 連續木偶劇 新・三劍客（2009年10月12日 - 2010年5月28日、NHK） - 主演達爾達尼央
- シャーロック ホームズ 第12話 - 第13話（2015年1月4日 - 11日、NHK Eテレ） - ステイプルトン

### 廣播劇
- NHKラジオドラマ九州劇場（NHKラジオ）
  - 飛べ飛べ 川へ（2004年6月13日） - 主演・永峰弘
- FMシアター（NHK-FM） 
  - 相方のあり方（2010年8月21日） - 主演・斉藤純
  - 祖父と手紙と僕と（2012年4月7日） - 主演・斉藤祐介

### 旁白
- 自分で自分を磨いて〜プレハブ小屋卓球塾の夏〜（2004年9月10日、NHK）
- みらいのつくりかた（2012年7月5日 - 、東京電視台）
- 課外授業 ようこそ先輩]（2015年5月15日、NHK教育頻道）

### CM
- ヤノメガネ（2002年）
- 可爾必思 Calpis Water（2007年3月 - 8月）
- NTT DOCOMO walk with you 2011 SUMMER]（2011年6月 - 8月）
- 日本生命 「みらい創造物語」シリーズ（2012年 - 2013年） - 主演・宗方真介
- リクルート リクルートポイント（2014年）
- 大和ハウス工業（2014年7月 - ）[11]
- JT「ひとつずつですが、未来へ。」シリーズ（2016年1月- ） ※擔任旁白
- 日本民間放送聯盟 里約熱內盧奧運會 gorin.jp（2016年8月）[12] ※擔任旁白

### 平面廣告
- 西部ガス  企業広告（2004年 - 2006年）

### 網路劇
- 僕のいちばん暑かった夏 完全版（2007年6月1日、カルピス公式web）[13]
- I LOVE YOU 「魔法のボタン」（2013年7月29日 - 全5話、UULA） - 隆介 [14]
- 裏切りの街（2016年2月1日 - 、全6話、dTV） - 菅原 [15]
- 沒有季節的城市（2023年8月9日 - 、全10話、Disney+） - 主演・半助 / 田中新助

### 音樂錄影帶
- 乃木坂46 「君の名は希望」（2013年3月13日）
- CreepHyp 「憂、燦々」（2013年5月1日）[16]
- ハナレグミ「深呼吸」（2016年）[17]

### 遊戲
- アンチャーテッド 砂漠に眠るアトランティス（2011年11月2日、索尼互動娛樂） - ネイサン・ドレイク（少年期）

## 節目
- 2014年12月14日《我們的時代》三人對談（與妻夫木聰、石井裕也）

## 書籍

### 雜誌連載
- +act. mini 「長い散歩」（2011年7月 - 2015年7月、ワニブックス）
- +act.「連れ込み宿」（2015年11月 - 、ワニブックス）

### 其他
- 「アクターズファン」vol.5（2004年、ソフトバンクパブリッシング）
- 「少年俳優」vol.1（2005年、ぴあ）

## 獎項
- 第27回日刊體育電影大獎最佳男配角獎（海を感じる時、紙之月、我們家）[18]
- 第37回橫濱電影節最佳男配角獎（紙之月、我們家）
- 第88回電影旬報獎最佳男配角獎
- 第38回日本電影金像獎新人獎
- 第57回藍絲帶獎最佳男配角獎（海を感じる時、紙之月、我們家）
- 第39回エランドール賞  新人賞[19]
- 第24回日本映画プロフェッショナル大賞 主演男優賞（『愛の渦』、『海を感じる時』等）
- 第10回日藝賞[20]
- 第9回TAMA電影獎最佳男主角獎（《東京夜空最深藍（日语：夜空はいつでも最高密度の青色だ）》､《續・深夜食堂》､《死亡筆記本：決戰新世界》､《漫長的藉口（日语：永い言い訳）》）
- 第39回橫濱電影節最佳男主角獎
- 第32回高崎電影節最佳男配角獎
- 第33回高崎電影節最佳男主角獎
- 2018年度全国影聯獎男主角獎
- 第7回日本動作片獎最佳動作片男演員優秀獎
- 第41回橫濱電影節最佳男主角獎
- 第32回日刊體育電影大獎最佳男主角獎
- 第93回電影旬報獎最佳男主角獎
- 2020年大阪電影節最佳男主角獎
- 第79屆每日電影獎最佳配角獎
- 第98回電影旬報獎最佳男配角獎
- 2025年大阪電影節最佳男配角獎

## 外部連結
- 池松壮亮在互联网电影资料库（IMDb）上的資料（英文）
- 池松壮亮的Instagram帳戶（2016年4月24日已關閉帳戶）